# 1198
Високе Середньовіччя •  Золота доба ісламу •  Реконкіста •  Хрестові походи •  Київська Русь

## Геополітична ситуація
Олексій III Ангел очолоє Візантію (до 1203). У Німеччині почалася боротьба за владу між Філіпом Швабським та Оттоном IV. Філіп II Август править у Франції (до 1223).
Апеннінський півострів розділений: північ належить Священній Римській імперії, середню частину займає Папська область, більша частина півдня належить Сицилійському королівству. Деякі міста півночі: Венеція, Піза, Генуя тощо, мають статус міст-республік, частина з яких об'єднана Ломбардською лігою.
Південь Піренейського півострова в руках у маврів. Північну частину півострова займають християнські Кастилія, Леон (Астурія, Галісія), Наварра, Арагонське королівство (Арагон, Барселона) та Португалія. Річард Левове Серце є королем Англії (до 1199), королем Данії — Кнуд VI (до 1202).
У Києві княжить Рюрик Ростиславич (до 1201). Володимир Ярославич займає галицький престол (до 1198). Ігор Святославич княжить у Чернігові (до 1202), Всеволод Велике Гніздо у Володимирі-на-Клязмі (до 1212). Новгородська республіка та Володимиро-Суздальське князівство фактично відокремилися від Русі. У Польщі період роздробленості. На чолі королівства Угорщина став Імріх I (до 1204).
В Єгипті, Сирії та Палестині править династія Аюбідів, невеликі території на Близькому Сході утримують хрестоносці.
У Магрибі панують Альмохади. Сельджуки окупували Малу Азію. Хорезм став наймогутнішою державою Середньої Азії. Гуриди контролюють Афганістан та Північну Індію. У Китаї співіснують держава ханців, де править династія Сун, держава чжурчженів, де править династія Цзінь, та держава тангутів Західна Ся. На півдні Індії домінує Чола. В Японії триває період Камакура.

## Події
- Чернігівське князівство очолив Ігор Святославич.
- 8 січня, у Римі, на папський престол під іменем Іннокентій III вступив Лотаріо з графів Сеньї. Новий папа закликав до Четвертого хрестового походу, на чолі якого став Боніфацій Монферратський.
- У березні прихильники Гогенштауфенів оголосили німецьким королем Філіпа Швабського, у липні прихильники Вельфів коронували Оттона IV з Брунсвіка.
- Малолітнього Фрідріха II короновано королем Сицилійського королівства.
- У Палестині засновано Орден тринітаріїв.
- Леопольд VI знову об'єднав герцогства Австрію та Штирію.
- У Монголії чжурчжені та кереїти завдали поразки татарам. Темуджин (майбутній Чингісхан) брав участь у війні на стороні кереїта Тогрула.
- 24 липня — німецькі хрестоносці розбили лівів-язичників у битві при Ризькій горі.

## Померли
- 24 липня — Бертольд Шульте, ікскюлльський єпископ.